# Théta

Théta — majuskulní varianta a jedna z variant minuskulních

Théta (majuskulní podoba Θ, minuskulní podoba θ případně ϑ, řecký název θήτα) je osmé písmeno řecké abecedy. V řecké číselné soustavě reprezentuje hodnotu 9.

## Použití
Velké písmeno ‚Θ‘ se používá jako symbol pro:
- skupinu frekvencí v elektroencefalografii (theta rytmy)
- asymptotickou těsnou mez

Malé písmeno ‚θ‘ se používá jako symbol pro:
- neznělou dentální frikativu v mezinárodní fonetické abecedě
- jeden z úhlů ve sférické soustavě souřadnic v matematice

Malé písmeno ‚ϑ‘ se používá jako symbol pro:
- úhel impedance

## Reprezentace v počítači
V Unicode je podporováno 
- jak majuskulní théta (Θ)
  - U+0398 GREEK CAPITAL LETTER THETA
- tak minuskulní théta (θ resp. ϑ)
  - U+03B8 GREEK SMALL LETTER THETA
  - U+03D1 GREEK THETA SYMBOL

V HTML je možné zapsat tyto znaky pomocí jejich Unicode čísla: &#920; respektive &#952; respektive &#977. Majuskulní podobu je také možné zapsat pomocí HTML entity &Theta;,  varianty minuskulní podoby pomocí &theta; a &thetasym;.
V prostředí LaTeXu je možné použít příkazy \theta a \vartheta pro minuskulní varianty a příkaz \Theta pro majuskulní variantu.